# Jean-Jacques Bortolaï
Jean-Jacques Bortolaï (Toulon, 17 november 1956) is een voormalig Frans zanger.

## Biografie
Bortolaï wordt op twaalfjarige leeftijd gevraagd om Monaco te vertegenwoordigen op het Eurovisiesongfestival 1969, dat gehouden werd in de Spaanse hoofdstad Madrid. Hiermee is hij nog steeds een van de jongste deelnemers in de geschiedenis van het Eurovisiesongfestival. In de jaren tachtig werd de regel ingevoerd dat artiesten minstens zestien jaar oud moeten zijn om te kunnen deelnemen.
In Madrid trad Jean-Jacques aan met het nummer Maman, maman. Hij eindigde op een verdienstelijke zesde plaats. Na zijn deelname aan het Eurovisiesongfestival zou hij nog drie singles uitbrengen. In 1971 zegt hij de showbusiness vaarwel. Later zou hij aan de slag gaan als rugbycoach in zijn thuisstad Toulon.
1959: Jacques Pills · 
1960: François Deguelt · 
1961: Colette Deréal · 
1962: François Deguelt · 
1963: Françoise Hardy · 
1964: Romuald · 
1965: Marjorie Noël · 
1966: Tereza · 
1967: Minouche Barelli · 
1968: Line & Willy · 
1969: Jean-Jacques · 
1970: Dominique Dussault · 
1971: Séverine · 
1972: Anne-Marie Godart & Peter McLane · 
1973: Marie · 
1974: Romuald · 
1975: Sophie · 
1976: Mary Christy · 
1977: Michèle Torr · 
1978: Caline & Olivier Toussaint · 
1979: Laurent Vaguener · 
2004: Märyon · 
2005: Lise Darly · 
2006: Séverine Ferrer